# Де-Коксдорп
Де-Коксдорп (нід. De Cocksdorp, нід. вимова: [də ˈkɔɡzdɔr(ə)p]) — село в нідерландській провінції Північна Голландія, на узбережжі Ваттового моря. Входить до муніципалітету Тесел, розташоване на однойменному острові.
Його площа становить 1,05 км², а населення станом на 2021 рік складало 550 осіб.

## Галерея

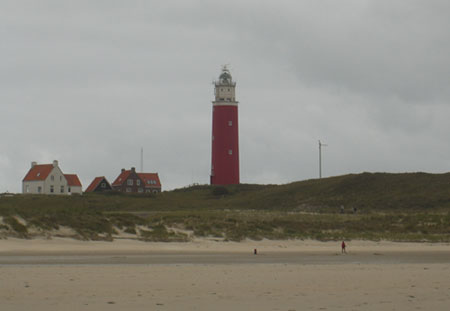
Маяк
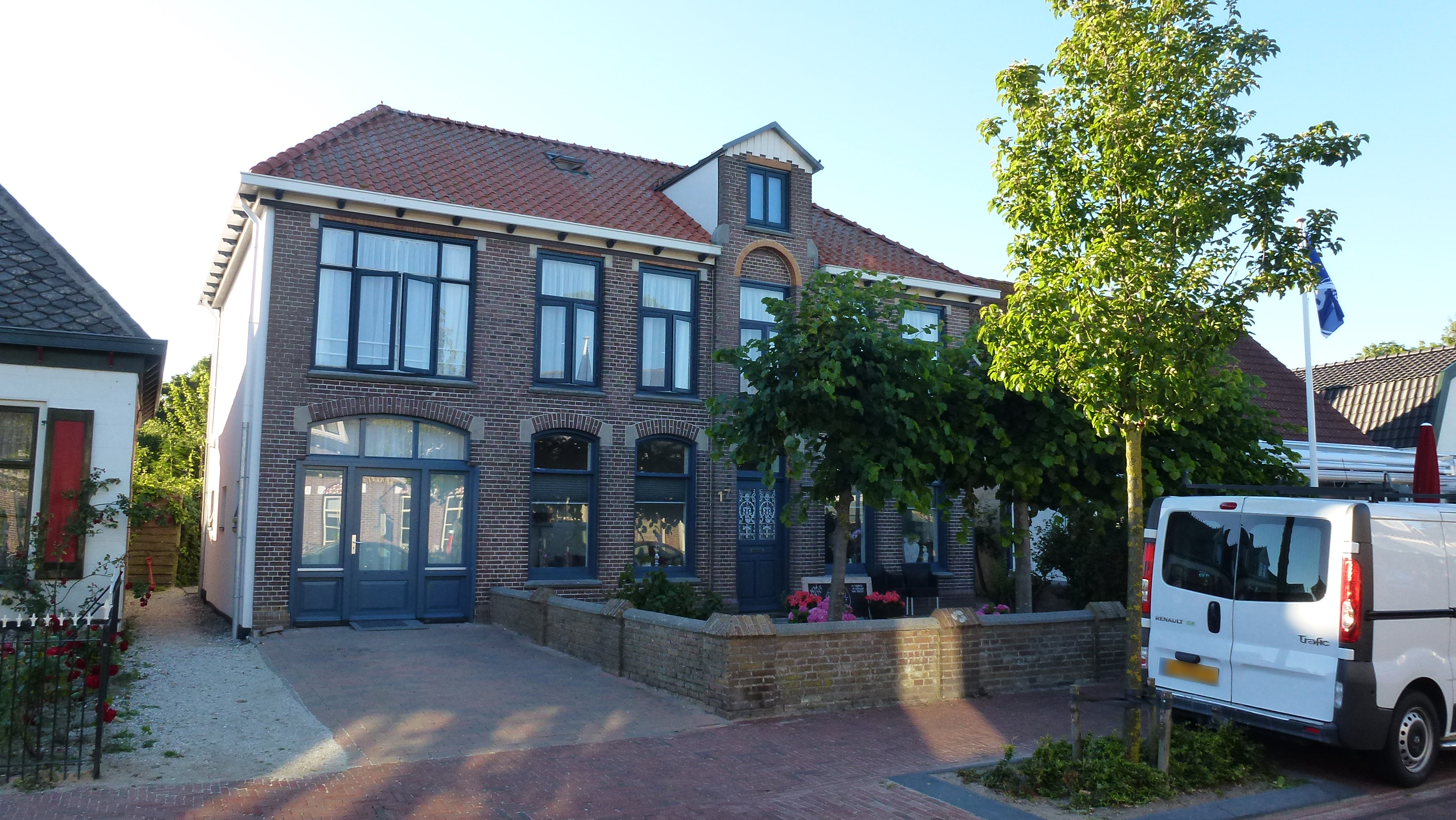
Будинок у Де-Коксдорпі
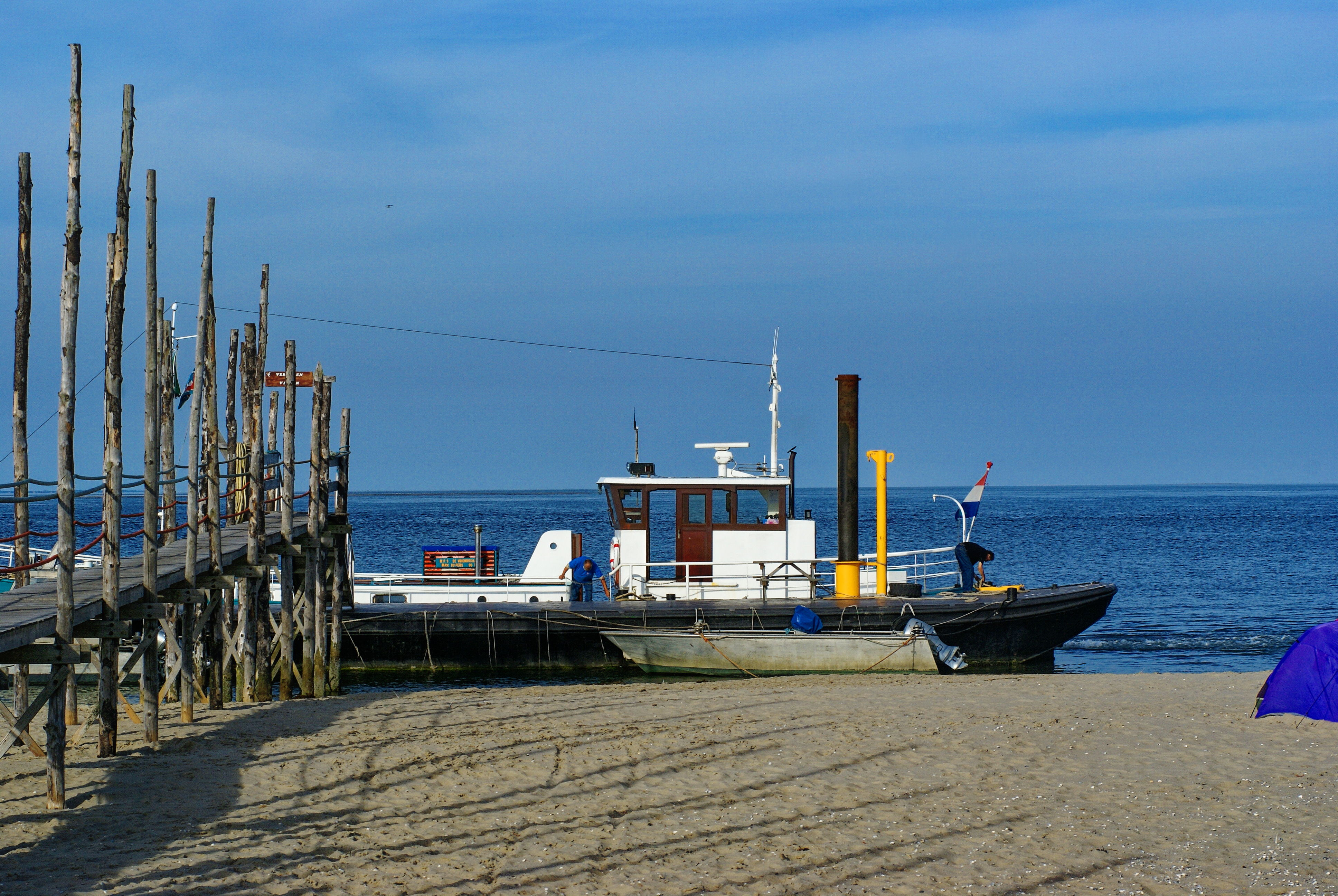
Гавань у селі
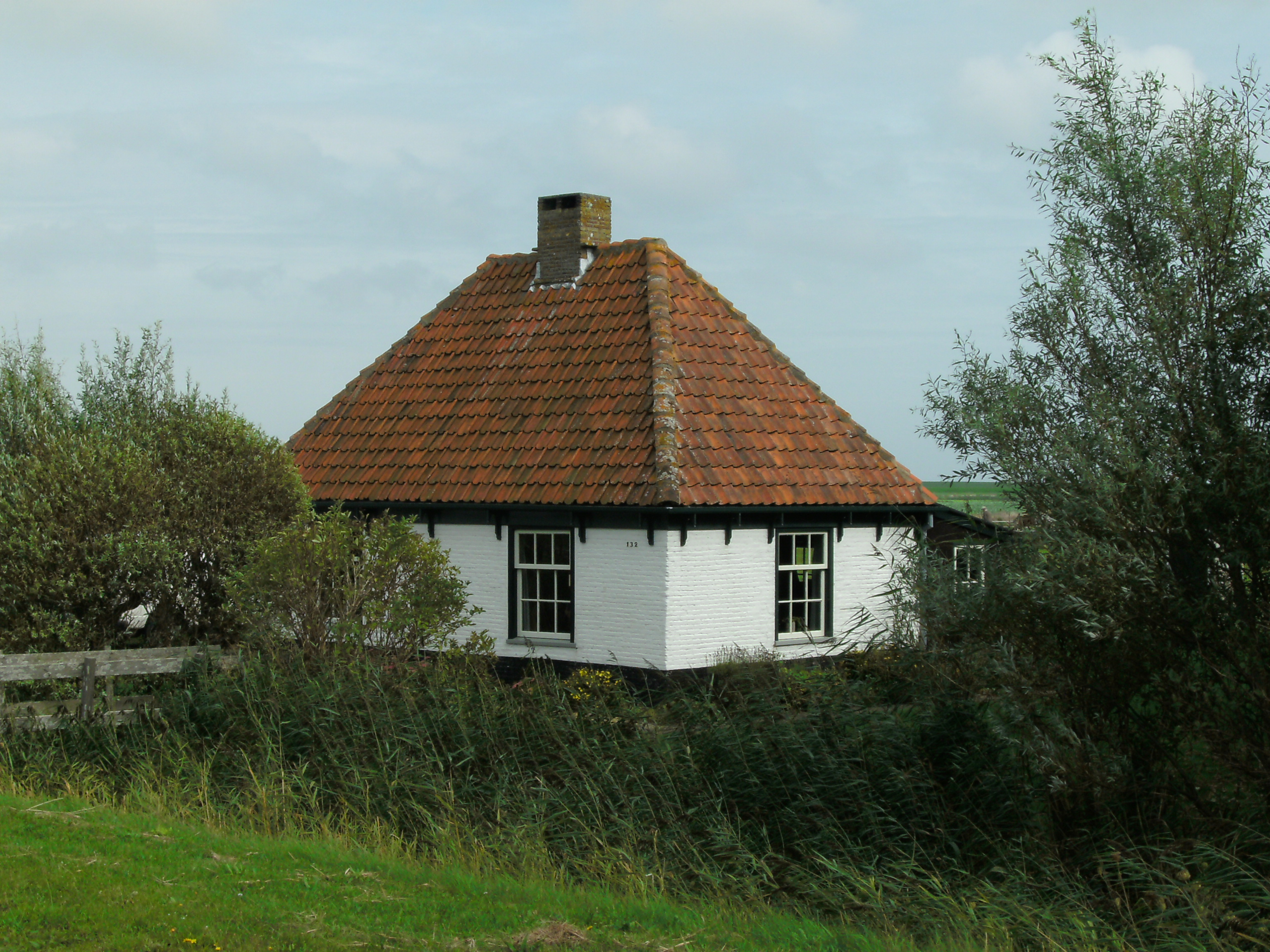
Будинок у Де-Коксдорпі